# Martina Zwick
Martina Zwick, née le 12 décembre 1989 à Karlsruhe, est une coureuse cycliste professionnelle allemande.

## Palmarès sur route
- 2011
  - 2e de Frühjahrspreis Cadolzburg
  - 3e de Therme Kasseienomloop
- 2012
  - 2e de Köln - Schuld - Frechen
  - 3e de Dwars door de Westhoek
- 2013
  - Rund um Düren
  - 3e de Knokke-Heist-Bredene
- 2014
  - 3e du championnat d'Allemagne sur route

## Palmarès en cyclo-cross
- 2009-2010
  - 2e du Steinmaur
  - 3e du championnat d'Allemagne
  - 21e du championnat du monde
- 2010-2011
  - 24e du championnat du monde